# Улица Карла Маркса (Торжок)
Улица Ка́рла Ма́ркса — улица в историческом центре Торжка. Проходит на восток от моста через Тверцу (Тверецкой набережной) до улицы Дзержинского и площади Воробьёва. Пересекает улицу Степана Разина. Частично сохраняет историческую застройку XVIII—XIX вв.

## История

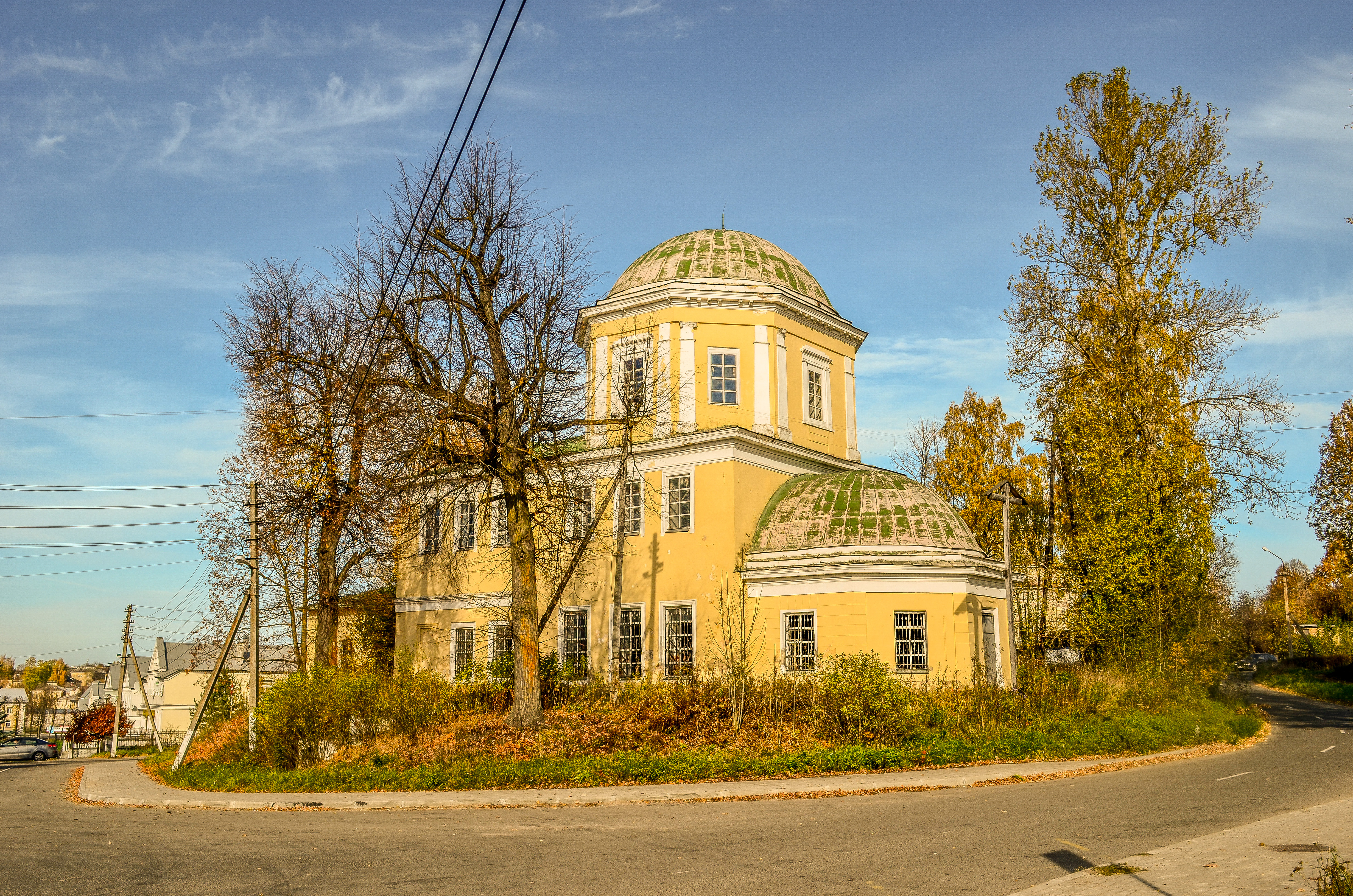
Воздвиженская церковь, вид со стороны улицы Карла Маркса

Улица до Октябрьской революции носила название Воздвиженская, оно было дано по церкви Воздвижения Честного Креста, впервые упомянутой в 1625 году, а в 1750 году перестроенной в камне. Церковь была закрыта в 1929 году.
Под названием Воздвиженская улица упоминается на планах города с 1800-х гг. В 1913 году упоминалась Воздвиженская площадь — часть улицы к югу от Воздвиженской церкви, позднее снова включённая в состав улицы. В 1920-е годы улица была переименована в честь Карла Маркса.

## Примечательные здания и сооружения
По нечётной стороне
- № 17 — жилой дом, 2-я четв. XIX в., объект культурного наследия регионального значения
- № 23 — жилой дом, 2-я четв. XIX в., объект культурного наследия регионального значения
- № 27-29 — деревянные жилые дома усадьбы Поляковых, 1-я пол. XIX в., объект культурного наследия федерального значения

По чётной стороне